# バーバラ・スタンウィック
バーバラ・スタンウィック（英語: Barbara Stanwyck、1907年7月16日 - 1990年1月20日）はアメリカ合衆国ニューヨーク市出身の女優。
本名はRuby Catherine Stevens。愛称はミッシー。

## 生涯

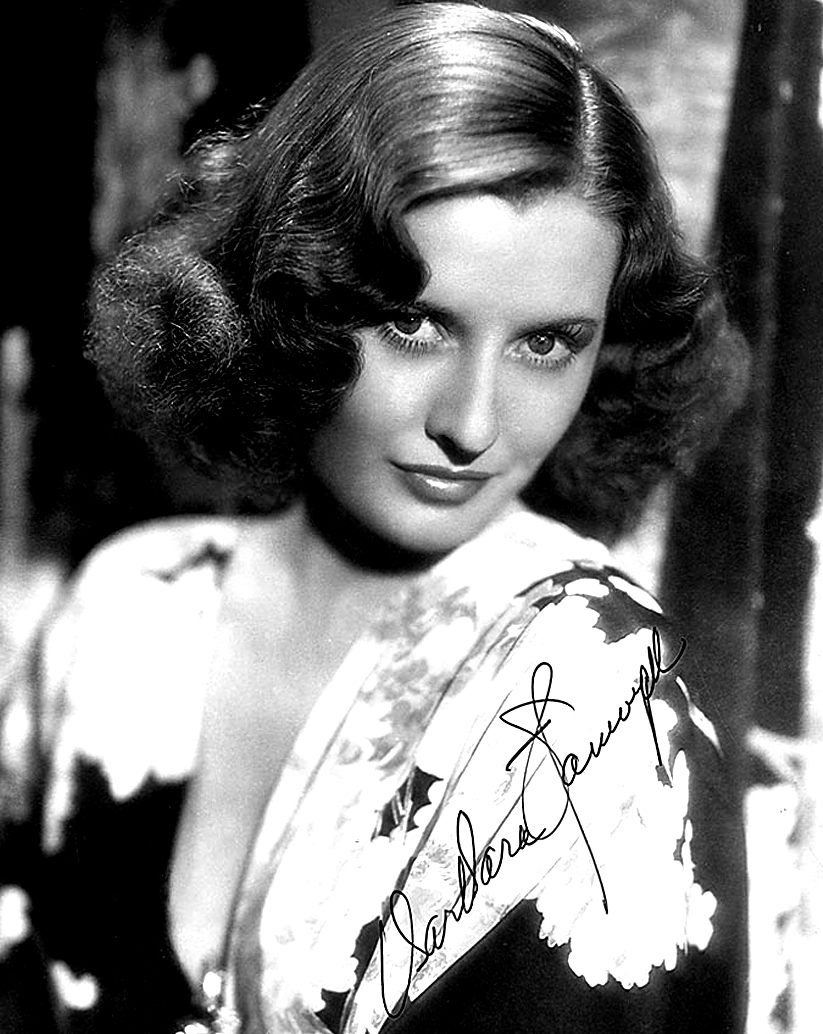
1930年代に撮影

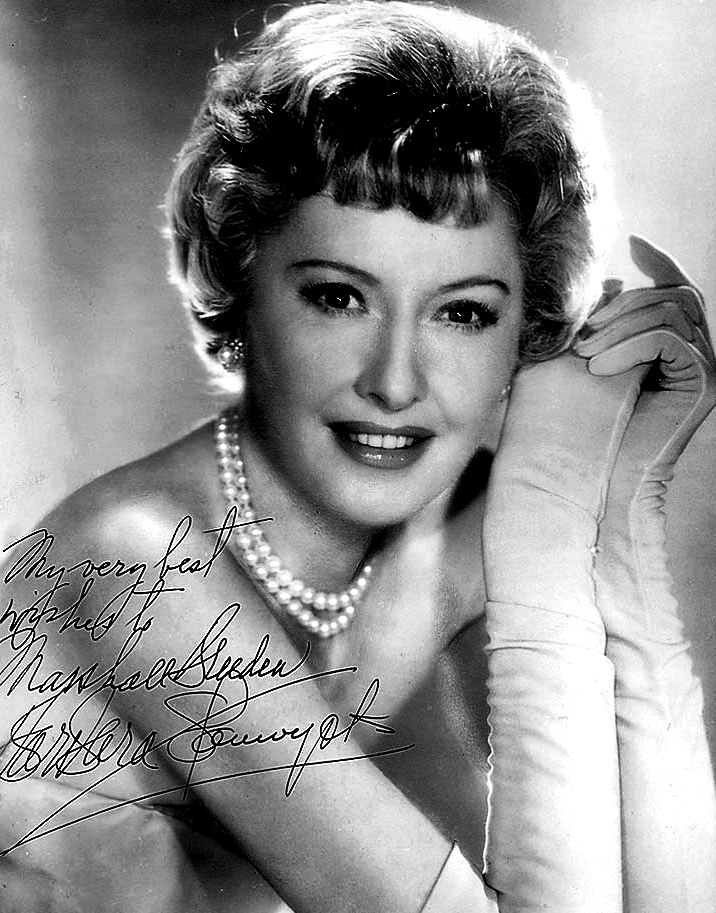
1950年頃に撮影

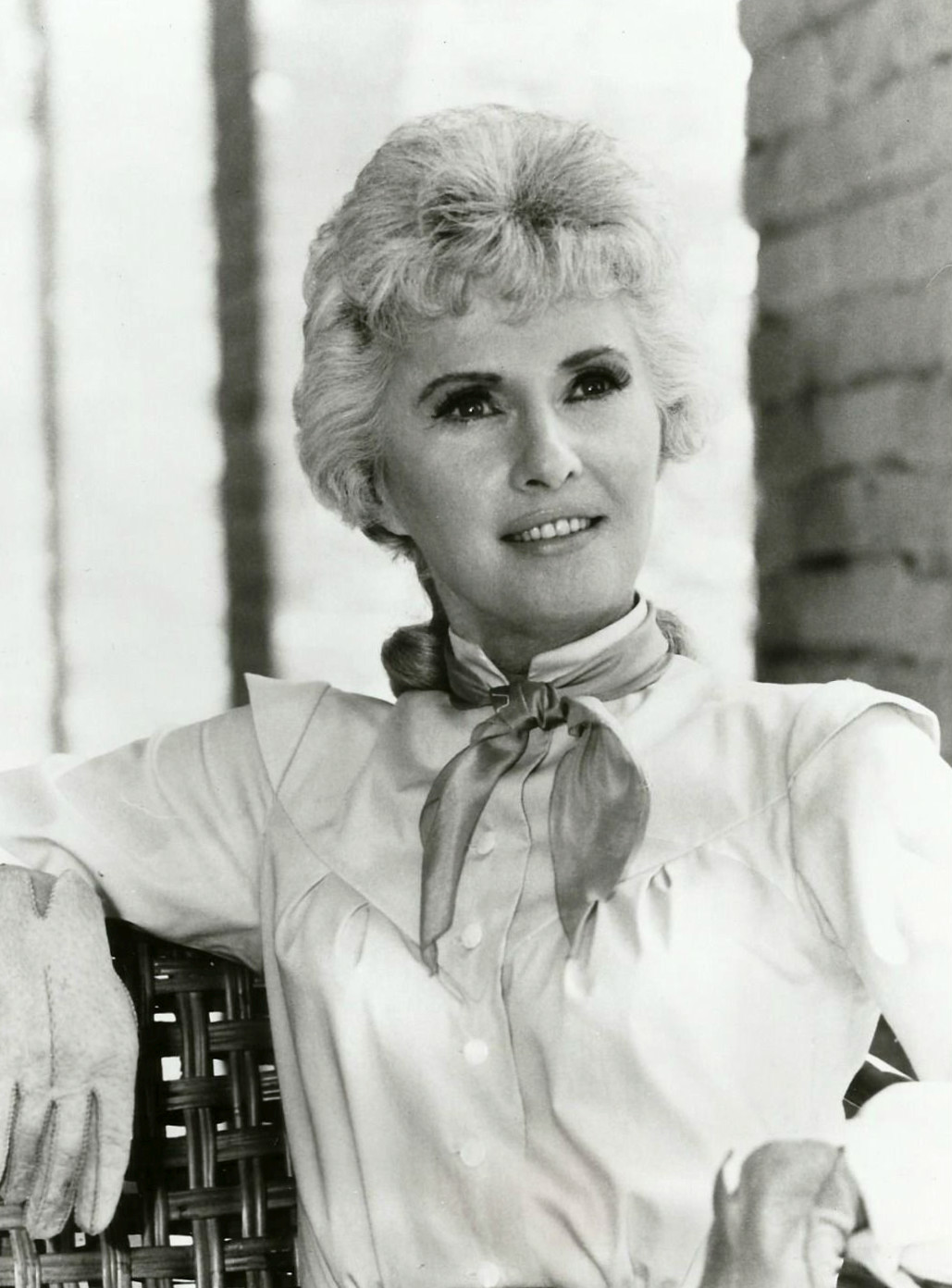
1967年に撮影

5人兄弟の末っ子として生まれる。父親はアメリカ人、母親はカナダ人。4歳の時に車の事故で母親を亡くし、その葬儀の2週間後、レンガ職人の父親はパナマ海峡掘削の仕事に付き、そのまま帰ってこなかった。4歳で孤児となって里子に出されるが、里親のもとを転々としたあと、10歳の時にコーラス・ダンサーの姉ミルドレッドに引き取られる。姉の恋人からダンスを教わる。13歳の時に学校を中退。電話会社などで働いていたが、15歳の時にジークフェルド・フォーリーズのコーラス・ダンサーになったのを足がかりにして、ついに26歳でブロードウェイで主役を張るまでになる。1927年にミュージカル『Broadway Night』のダンサー役で映画デビュー。しばらくは舞台に重点を置いていたが、1928年にボードビリアンのフランク・フェイと結婚し、フェイと共にハリウッドに移ったことがきっかけとなり、何作かの映画に出演したのち、1930年、フランク・キャプラ監督の『希望の星』が成功により実力派女優として力を付けてゆく。その後、『奇蹟の処女』と『たそがれの女』と意気投合したキャプラ監督の作品に出演している。 
ワーナー・ブラザースと専属契約を交わし、『夜の看護婦』や『紅唇罪あり』などに出演し、キャプラ映画やエドナ・ファーバー原作の『母』などで見せたそれまでの役柄とは違った一面を披露して一層の人気を博す。1933年には中国を舞台に繰り広げる壮大なメロドラマ『風雲の支那（別題：風雲のチャイナ）』[英語版] でキャプラと4度目のコンビを組み、1935年にはフェイと離婚。原因は彼が映画界で成功できずに酒に溺れ、いさかいの絶えなかったからだという。この時ワーナーとの契約からも解放されてフリーとなり、実在の女性ガンマンであるアニー・オークレイを演じたジョージ・スティーブンス監督の『愛の弾丸』に出演、『愛怨二重奏』では共演した二枚目俳優のロバート・テイラーと親密な関係となる。1925年のサイレント映画のリメイク『ステラ・ダラス』では、娘の幸せのために親権を放棄する母親を演じ、アカデミー主演女優賞に初ノミネートされる。
1937年の『This Is My Affair』ではテイラーとの再共演をへて、1939年にテイラーと2度目の結婚をした。公私共に充実し、セシル・B・デミル監督のウェスタン『大平原』やウィリアム・ホールデンの映画デビュー作である『ゴールデン・ボーイ』などに出演。1940年のプレストン・スタージェスの脚本による『想い出のクリスマス』[英語版] ではコメディにも出演。そして1941年にはスクリューボール・コメディの大傑作といわれるスタージェス監督、脚本の『レディ・イヴ』に出演。ヘンリー・フォンダ相手に一歩も引けをとらず、映画はその年のニューヨーク・タイムズのベストテンの1位を飾り、またスタンウィックもイーディス・ヘッドが衣装を担当した華麗なドレスなどを着こなしてトレンド・セッターとしての地位を確立する。1941年にはキャプラと5度目でかつ最後のコンビ作となった『群衆』でゲイリー・クーパー扮するホームレスを架空の自殺志願者に仕立て上げる女性記者を演じる。同年にはハワード・ホークス監督の『教授と美女』でクーパーを誘惑するダンサーを演じて2度目のオスカーにノミネート。
1944年にビリー・ワイルダー監督によるフィルム・ノワールの傑作『深夜の告白』に出演。フレッド・マクマレイ扮する保険セールスマンをそそのかして夫殺しを手伝わせる人妻というそれまでの彼女のイメージからは想像も出来ないようなファム・ファタールを演じて、3度目のオスカーにノミネートを果たしただけでなく、1944年度のアメリカの女優の最高所得者となる。
また彼女の人柄は多くの業界人から愛されたと言われる。名脚本家のハーマン・マンキウィッツは、「彼女と結婚する夢を見るんだよ。バラを植えた丘の上の小さな家に住む。疲れて仕事から帰ると、焼き上がったばかりのアップルパイを手に迎えてくれる、そして彼女は下着を履いてないのさ」とジョークを交えて彼女の業界内での人気を評している。
その後も幅広い役柄をこなせる女優として活躍を続け、1948年の『私は殺される』では殺人計画を知った病弱な女性を演じて、これまた4度目にして最後のノミネートを受ける。1950年代に入っても安定した人気を保ち、『タイタニックの最後』のようなメロドラマから、『四十丁の拳銃』などの西部劇まで様々なジャンルの映画に出演。1954年の『重役室』ではジューン・アリソンをはじめとする豪華出演陣によるアンサンブル演技が評されて、共演者のフレドリック・マーチと共にヴェネツィア国際映画祭の審査員特別賞を受賞する。1951年にはテイラーと離婚し、『タイタニックの最後』で共演したロバート・ワグナーとその後、恋に落ちるが、かなりの年齢差がある2人のロマンスは長くは続くことはなかった。
1960年代に入ると『青春カーニバル』でエルヴィス・プレスリーと共演し、『The Night Walker』では元夫のテイラーとの再共演を果たすが、この頃から映画出演は減り始める。それを心配した友人でコラムニストのヘッダ・ホッパーからヨーロッパ映画の出演を勧められるも、「いいの、わたしはここ（ハリウッド）が好きなの」と答え、首を横に振ったという。そのかわりに今度は主にテレビを中心に活躍。1960年から1961年まではテレビ番組『バーバラ･スタンウィック・ショー』のホストと主演を務め、1965年からはじまり、日本でも人気を博した『バークレー牧場』では出演だけでなくプロデュースも務めて、新しい世代のファンを獲得しただけでなく、両作品でエミー賞を獲得する。
1978年のアカデミー賞授賞式ではデビューして以来の仲であるウィリアム・ホールデンと2人そろってプレゼンターをつとめ、1981年にスタンウィックがフィルム・ソサエティの特別賞を受賞した際は、ホールデンが会場にエスコートした。1982年にアカデミー名誉賞を授与され、1983年のテレビのミニ・シリーズ『The Thorn Birds』ではゴールデン・グローブ賞と3度目のエミー賞を獲得。1987年にはアメリカン・フィルム・インスティチュートから生涯功労賞が授与された。
1990年にカリフォルニア州サンタモニカで心不全によりこの世を去った。

## 主な出演作品
| 公開年    | 邦題 原題                                                    | 役名                               | 備考 |
| --------- | ------------------------------------------------------------ | ---------------------------------- | --- |
| 1929      | 壁の中の声 The Locked Door                                   | アン・カーター                     | |
| 1930      | 希望の星 Ladies of Leisure                                   | ケイ・アーノルド                   | |
| 1931      | 十仙ダンス Ten Cents a Dance                                 | バーバラ・オニール                 | |
| 1931      | 夜の看護婦 Night Nurse                                       | ローラ・ハート                     | |
| 1931      | 奇蹟の処女 The Miracle Woman                                 | フローレンス・ファロン             | |
| 1932      | たそがれの女 Forbidden                                       | ルル                               | |
| 1932      | 母 So Big!                                                   | セリーナ・ピーク                   | |
| 1933      | 風雲の支那 The Bitter Tea of General Yen                     | メーガン・デイヴィス               | |
| 1933      | 女囚の意気地 Ladies They Talk About                          | ナン・テーラー                     | |
| 1933      | 紅唇罪あり Baby Face                                         | リリー                             | |
| 1935      | 愛の弾丸 Annie Oakley                                        | アニー・オークリー                 | |
| 1936      | ガルシアの伝令 A Message to Garcia                           | Raphaelita Maderos                 | |
| 1936      | 愛怨二重奏 His Brother's Wife                                | リタ・ウィルソン・クレイボーン     | |
| 1936      | 膝にバンジョー Banjo on My Knee                              | パール・エリオット・ホリー         | |
| 1936      | 鍬と星 The Plough and the Stars                              | ノラ                               | |
| 1937      | 紐育の顔役 Internes Can't Take Money                         | ジャネット                         | |
| 1937      | ステラ・ダラス Stella Dallas                                 | ステラ・ダラス                     | |
| 1938      | 美人は人殺しがお好き The Mad Miss Manton                     | メルサ・マントン                   | |
| 1939      | 大平原 Union Pacific                                         | モリー・モナハン                   | |
| 1939      | ゴールデン・ボーイ Golden Boy                                | ローナ・ムーン                     | |
| 1941      | レディ・イヴ The Lady Eve                                    | ジェーン                           | |
| 1941      | 群衆 Meet John Doe                                           | アン・ミッチェル                   | |
| 1941      | 新妻はお医者さま You Belong to Me                            | ヘレン・ハント                     | |
| 1941      | 教授と美女 Ball of Fire                                      | シュガーパス・オーシェイ           | |
| 1942      | 三人姉妹 The Gay Sisters                                     | フィオナ                           | |
| 1943      | 肉体と幻想 Flesh and Fantasy                                 | ジョーン・スタンリー               | |
| 1944      | 深夜の告白 Double Indemnity                                  | フィリス・ディートリクスン         | |
| 1945      | クリスマス・イン・コネチカット Christmas in Connecticut      | エリザベス・レイン                 | |
| 1946      | 呪いの血/マーサの奇妙な愛情 The Strange Love of Martha Ivers | Martha Ivers                       | |
| 1947      | カリフォルニア California                                    | リリー・ビショップ                 | |
| 1947      | 第二の妻 The Two Mrs. Carrolls                               | サリー・モートン・キャロル         | |
| 1947      | いのち短かし The Other Love                                  | カレン・ダンカン                   | |
| 1947      | 恐怖の叫び Cry Wolf                                          | サンドラ・マーシャル               | |
| 1948      | 私は殺される Sorry, Wrong Number                             | レオナ                             | |
| 1950      | 血ぬられた情事 The File on Thelma Jordon                     | セルマ                             | |
| 1950      | 復讐の荒野 The Furies                                        | ヴァンス・ジェフォーズ             | |
| 1950      | スピード王 To Please a Lady                                  | レジーナ・フォーブス               | |
| 1952      | 熱い夜の疼き Clash by Night                                  | メエ・ドイル・ダマト               | |
| 1953      | 人妻の危機 Jeopardy                                          | ヘレン・スティルウィン             | |
| 1953      | タイタニックの最期 Titanic                                   | ジュリア・スタージェス             | |
| 1953      | わたしの願い All I Desire                                    | ナオミ・マードック                 | |
| 1953      | 吹き荒ぶ風 Blowing Wild                                      | マリナ・コンウェイ                 | |
| 1954      | 重役室 Executive Suite                                       | ジュリア                           | ヴェネチア国際映画祭 審査員特別賞 受賞                                                                                          |
| 1954      | 殺人目撃者 Witness to Murder                                 | シェリル                           | |
| 1954      | バファロウ平原 Cattle Queen of Montana                       | シエラネヴァダ・ジョーンズ         | |
| 1955      | 欲望の谷 The Violent Men                                     | マーサ・ウィルキンソン             | |
| 1955      | 辺境の追跡 Escape to Burma                                   | グエン・ムーア                     | |
| 1956      | 烙印なき男 The Maverick Queen                                | キット                             | |
| 1957      | 荒野の追跡 Trooper Hook                                      | コーラ                             | |
| 1957      | 四十挺の拳銃 Forty Guns                                      | ジェシカ                           | |
| 1962      | 荒野を歩け Walk on the Wild Side                             | ジョー・コートニー                 | |
| 1964      | 青春カーニバル Roustabout                                    | マギー・モーガン                   | |
| 1964      | ナイト・ウォーカー 夜歩く者 The Night Walker                 | イレーネ・トレント                 | |
| 1965-1969 | バークレー牧場 The Big Valley                                | ヴィクトリア・バークレー           | テレビシリーズ、112話に出演 |
| 1970      | 戦慄の悪魔払い The House That Would Not Die                  | ルース・ベネット                   | テレビ映画 |
| 1980      | チャーリーズ・エンジェル Charlie's Angels                    | トニー                             | テレビシリーズ、"Toni's Boys"に出演                                                                                             |
| 1983      | The Thorn Birds                                              | メアリー・カーソン                 | テレビ・ミニシリーズ ゴールデングローブ賞助演女優賞（ミニシリーズ・テレビ映画部門）受賞 プライムタイム・エミー賞助演女優賞 受賞 |
| 1985      | ダイナスティ Dynasty                                         | コンスタンス・コルビー・パターソン | テレビシリーズ、3話に出演 |
| 1985-1986 | The Colbys                                                   | コンスタンス・コルビー・パターソン | テレビシリーズ、24話に出演 |

## 受賞歴

### ゴールデングローブ賞
受賞
1986年 セシル・B・デミル賞

## 参照
1. ↑  Callahan 2012, pp. 5–6.
2. ↑  "Ruby Catherine Stevens “Barbara Stanwyck”. Rootsweb; retrieved April 17, 2012.
3. ↑  Callahan 2012, p. 6.
4. ↑  Madsen 1994, p. 9.
5. ↑  Nassour and Snowberger 2000. [要ページ番号]
6. ↑  “Lady Eve, The” (英語). Irish Film Institute. 2025年7月2日閲覧。
7. 1 2  Victoria Wilson, A Life of Barbara Stanwyck: Steel-True 1907-1940, Simon & Schuster, 2015.
8. ↑  “Herman J. Mankiewicz - Quotes” (英語). IMDb. 2025年7月2日閲覧。
9. ↑  “1981 (54th) HONORARY AWARD” (英語). Oscars.org（ACADEMY AWARDS DATABASE）.   AMPAS. 2025年6月21日閲覧。